# R.B. Leth
Rasmus Balslev Leth (2. januar 1839 i Lille Heddinge Præstegård – 19. marts 1920) var en dansk overførster, hofjægermester og kammerherre.
Han var søn af sognepræst Lars Balslev Leth og hustru født Bredsdorff, blev forstkandidat 1861, sekondløjtnant i Krigen 1864, assistent ved 1. Overførsterinspektion 1865-73, skovrider for Sorø Akademis 2. Skovdistrikt 1873-89 og havde tilsyn med de private skove i Sorø og Præstø Amt 1882-89. 1889 blev Leth overførster, hvilket han var til 1909. Han var formand for Plejehjælpsforeningen for Frederiksborg Amt. 
Han var Kommandør af 1. grad af Dannebrogordenen, Dannebrogsmand, bar Erindringsmedaljen for Krigen 1864 og Sankt Annas Orden.
Han blev gift 8. maj 1873 i Vor Frue Kirke med Emmy Antoinette Moltke (15. august 1843 i København - 8. april 1938 på Frederiksberg), datter af Ludvig Moltke.